# 諸蕃
諸蕃（しょばん）とは、古代日本における用語で、「三韓」と呼ばれた朝鮮半島の国々及び高句麗(こうくり)、百済(くだら)、新羅(しらぎ)など朝鮮諸国と中国に対する呼び名。和訓は「となりのくに」。「もろもろのえびす」。また、三韓に出自を持つ渡来人系氏族を指す言葉としても用いられた。秦氏、百済王氏などが知られる。
『日本書紀』清寧天皇3年11月条（482年）以下複数の記事が見られ、律令制でも「玄蕃寮」が設置されるなど、「諸蕃」・「蕃」・「蕃国」の表記がしばしば用いられた。また、7世紀後半に新羅が朝鮮半島を統一すると、新羅を指して諸蕃と呼ぶ例も現れる。渡来人としての「諸蕃」の使用の始期については不明な点も多いが、『日本書紀』の注釈書である「弘仁私記」には、当時『諸蕃雑姓記』という書物があったことが記されている。確実に判明するものでは、弘仁6年（815年）に成立した『新撰姓氏録』であり、「皇別」・「神別」と並んで「諸蕃」（「蕃別」ではない）という出自呼称が用いられ、「三韓の族」を意味するものと定義されている。明治時代に成立した華族の宗族制度では、諸蕃の家系の家は「外別」として扱われている。